# High Voltage (singolo AC/DC)
High Voltage è una brano musicale della band australiana degli AC/DC; è stato pubblicato come singolo in Australia, estratto dal loro secondo album T.N.T..
L'idea dietro la canzone era quella di includere gli accordi di chitarra che davano (e danno) il nome alla band "A-C-D-C" ossia La, Do, Re, Do.

## La canzone
Essendo fra i primi singoli degli AC/DC dopo Baby, Please Don't Go, che è una cover della canzone di Big Joe Williams, si può dire che è il primo brano di successo composto dalla band. È stata suonata in quasi tutti i live della band, per la prima volta all'If You Want Blood You've Got It.

## Formazione
- Bon Scott - voce
- Angus Young - chitarra solista
- Malcolm Young - chitarra ritmica, cori
- George Young - basso[2]
- Toni Currenti - batteria (non accreditato)[3]